# Apez Sagarra
Apez Sagarra es el nombre de una variedad cultivar del manzano (Malus domestica). Está cultivada en la colección del Banco de Germoplasma del manzano de la Universidad Pública de Navarra con el Nº BGM014, ejemplares procedentes de esquejes localizados en Lecároz localidad de  Baztán, Navarra.

## Sinónimos
- "Manzana Sacerdote",[7][8]
- "Manzana Apez Sagarra".[9][10]

## Características
El manzano de la variedad 'Apez Sagarra' tiene un vigor alto. El árbol tiene tamaño medio y porte erecto, con tendencia a ramificar media, con hábitos de fructificación en ramos cortos y largos; ramos con pubescencia media; presencia de lenticelas muy escasa; grosor de los ramos medio; longitud de los entrenudos corta.
Las flores son de un tamaño medio; con la disposición de los pétalos superpuestos; color de la flor cerrada rosa oscuro, y el color de la flor abierta 
blanco rosado; longitud de estilo / estambres más cortos; punto de soldadura del estilo cerca de la base; Época de floración media, con una duración de la floración media. Incompatibilidad de alelos S1 S3 S9.
Las hojas tienen una longitud del limbo de tamaño medio, con color verde oscuro, pubescencia presente, con la superficie poco brillante. Forma del limbo es biojival, forma del ápice apicular, forma de los dientes serrados, y la forma de la base del limbo redondeado. Plegamiento del limbo plegado, con porte caído; estípulas foliáceas; longitud del pecíolo corto.
La variedad de manzana 'Apez Sagarra' tiene un fruto de tamaño grande, de forma globosa aplastada; con color de fondo verde, con sobre color de importancia bicolor, color del sobre color naranja, reparto del sobre color en placas continuas, y una sensibilidad al "russeting" (pardeamiento áspero superficial que presentan algunas variedades) débil; con una elevación del pedúnculo --, grosor de pedúnculo fino, longitud del pedúnculo largo, anchura de la cavidad peduncular es grande, profundidad cavidad pedúncular muy grande, importancia del "russeting" en cavidad peduncular fuerte; anchura de la cavidad calicina es grande, profundidad de la cavidad calicina es media, importancia del "russeting" en cavidad calicina débil; apertura de los lóbulos carpelares -; apertura del ojo abierto; color de la carne blanca; acidez -, azúcar -, y firmeza de la carne media.
Época de maduración y recolección media. Se usa como manzana de elaboración de sidra.

## Susceptibilidades
- Oidio: ataque fuerte
- Moteado: ataque débil
- Fuego bacteriano: ataque medio
- Carpocapsa: ataque fuerte
- Pulgón verde: ataque fuerte
- Araña roja: ataque medio[4][13]